# Wirylista
Wirylista (łac. virilis "męski" od vir "mąż, mężczyzna") – osoba piastująca pewną funkcję z racji piastowanej przez siebie innej funkcji; na przykład w monarchii członek izby wyższej parlamentu, zasiadający w niej z racji piastowanej przez siebie funkcji lub urzędu, a nie wybierany w wyborach; do Sejmu Krajowego w autonomii galicyjskiej jako wiryliści wchodzili rektorzy uniwersytetów w Krakowie i Lwowie. 12 wirylistów zasiadało w Radzie Stanu w 1918: 8 biskupów różnych wyznań, najstarszy wiekiem rabin stołecznego miasta Warszawy, rektorzy Uniwersytetu Warszawskiego i Politechniki Warszawskiej oraz Pierwszy Prezes Sądu Najwyższego.